# 三年式41公分艦炮
三年式41公分艦炮（日语：45口径三年式41cm砲）是日本帝國海軍使用在八八艦隊造艦計畫中的戰艦艦炮，該炮是第一個完全由日本自主研發的大口徑艦炮，同時也是世界上最早的16吋口徑艦炮之一。

## 簡介
1920年代，美日之間陷入瘋狂的造艦競賽，日本海軍提出八八艦隊計畫以和美國海軍相抗衡。為了能在質上取得優勢，八八艦隊計畫中的主力艦都預定裝備16吋以上艦炮，於是日本為此開發出三年式41cm炮，並預定裝備在長門級、加賀級、天城級和紀伊級上。
但隨著1922年華盛頓海軍條約的簽署，八八艦隊最後僅有長門級得以完工，使得長門級是唯一使用三年式41cm炮的主力艦。原本事先為加賀級預製的主炮塔後來被用作長門級主炮仰角升級的炮塔，其他剩餘的預製主炮被以連裝的形式在壹岐、對馬、和朝鮮的釜山當作岸防炮使用。
目前有保留總計6門三年式41cm艦砲，1970年打撈出長門型2號艦"陸奧"大部分殘骸，其中包括4門三年式41cm艦砲，並於日本各地展示紀念，另外2門則是1930年從陸奧號拆卸下來的4號雙連裝砲塔並存放於日本江田島海軍兵學校展示，而長門號雖然沒保留主砲於陸地上，但長門號沉沒地點比基尼環礁已成為來自世界各地遊客的觀光景點，遊客會潛水到長門號沉沒處欣賞海底姿態的長門號與41cm主砲。

## 使用船艦
- 長門級戰艦

- 加賀級戰艦

- 天城級戰鬥巡洋艦

- 紀伊級戰艦

## 流行文化
在2015年戰遊網大型多人在线角色扮演射击游戏《戰艦世界》當中，三年式41公分艦炮除了以史實的雙聯裝砲塔形式與搭載數都搭載在日本銀幣系兼史實的VII級的长门级战列舰、基於計劃的VIII級的天城級巡洋戰艦與基於計劃的加值系VIII級紀伊型戰艦以上外，亦將同型艦炮的三聯裝提案型在同游戏的另一次更新以後將三座搭載於其修改至大和級設計案A-140-J2計劃的銀幣系IX級战列舰出雲號以上；而且同游戲還基於三年式41公分艦炮虛構出410mm/50主炮mod.A，並且以雙聯裝砲塔形式全都將四座搭載在日本B-62方案（經現代化改裝）的銀幣系VIII級戰列巡洋艦弓張號、1916年高速主力艦方案三號（經現代化改裝）的加值系IX系戰艦大山號與架空加值系IX級戰艦石見號以上、以三聯裝砲塔形式將四座搭載在其修改至大和級設計案A-140-J3計劃的加值系IX級战列舰肥前號以上。而中國智能手机遊戲《碧藍航線》與戰艦世界的第一次與第七次聯動活動當中，在出雲號與大山號的艦娘登場的同時，亦讓兩者分別配用的三年式41公分艦炮與410mm/50主炮mod.A沿用相關資料登場，並且分別命名為“試作型410mm三連裝砲T0”與“試作型雙聯裝410mm主砲Mod.AT0”。

### 年代、功能、性能相近的其他火炮
- BL 16吋Mk I後裝艦炮：英國研製的16英吋戰列艦艦炮
- Mk 1、5、8 16吋45倍徑艦炮（英语：16"/45 caliber gun）：美國研製的16英吋戰列艦艦炮

- 40.6厘米SK C/34艦炮，相近的當代德國艦炮